# Thomas Shapcott
Thomas Shapcott, né le 21 mars 1935 à Ipswitch,  est un écrivain australien.

## Biographie
Ne pouvant vivre de sa plume et devenir journaliste comme il le souhaite, il commence par travailler dans la société comptable de son père, ce qui lui donne assez de temps pour se consacrer à l'écriture. Il fait des études à l'université du Queensland. Il obtient en 1967 un Bachelor of Arts. Tout en travaillant et en fondant une famille, il publie des poèmes, quatre anthologies, un livre sur le peintre Charles Blackman et un livret sur le compositeur Colin Brumby. À partir de 1978, il se consacre entièrement à l'écriture Il est successivement directeur du Literature Board of the Australia Council et directeur exécutif du National Book Council. Entre autres récompenses, il a reçu l'Ordre d'Australie, le prix Patrick-White, et est fait docteur ès lettres en 2009.

## Publications
- New Impulses in Australian Poetry (1968)
- Australian Poetry Now (1970)
- Shabbytown Calendar (1975)
- Contemporary American and Australian Poetry (1976)
- White Stag of Exile (1984)